# 竹書紀年
《竹書紀年》是中國西晋武帝时在汲郡古墓出土整理的戰國竹簡“汲冢书”的一部分，原無書名，因其編年體體例而命名為《紀年》，亦稱《汲冢紀年》。《竹書紀年》是一部於西晉太康二年（281年）被盜墓者所發現的古代史書，在四庫全書之中為史部編年體。它當時被埋藏於戰國時期魏王（或魏國貴族）的墓裡，記錄了從傳說時代的五帝到魏襄王（一說為魏哀王）之間的重要歷史事件。竹书纪年於宋朝散佚。20世纪前后，经朱右曾与王國維等人考察先宋文献，重新輯錄了古本的主要内容。
竹書紀年中的部分記載（如舜通過政變而非禪讓即位、太甲殺掉伊尹復位）與《史記》以及《尚書》等儒家典籍有差異，亦有記載與考古證據存在衝突。這可能是因為竹書紀年作於戰國時期受法家思想影響較深的魏國，書中歷史觀點受到法家影響較大。

## 內容
《竹書紀年》對史學界的震撼，在於它所紀錄的史料與《史記》所描述的不單只內容不同，而且價值觀與意識型態大為迥異。竹書紀年描述了從五帝到戰國時期歷代所發生的血腥兵變和軍事衝突，譬如，《史記》記載尧舜禹之间透过聽起來道德高尚的禅让来传位，而《竹書紀年》却記載舜和禹都是透过政变這樣更符合現實邏輯的方式夺取王位。《史記》記載商朝太甲被伊尹囚禁3年後，伊尹見太甲改過自新，便鄭重迎接他復辟，將國家交給他。太甲復位後，沉痛接受教訓，成為了一個勤政愛民、勵精圖治的聖君。不過，《竹書紀年》對此卻有不同的描述：伊尹放逐太甲後，自立為王，7年後，太甲潛回國中，殺掉篡位的伊尹，並改立伊尹的兒子伊陟和伊奮繼承伊家。杜预說“此为大与《尚书》叙说大甲事乖异，不知老叟之伏生，或致昏忘，将此古书亦当时杂记，未足以取审也。”但出土的甲骨文顯示，直至商朝末年，商朝仍然堅持對伊尹的祭祀，且等級不亞於先王，因此對《竹書紀年》的歷史記載存疑。
《竹書紀年》早在漢代時就已經散佚。西晉咸寧五年（279），一個位於今日河南省的戰國時期古墓被盜掘，盜墓者被捕之餘，亦同時讓墓裡的大批竹簡出土。朝廷對這件事情非常重視，晉武帝命令中書監荀勗、中書令和嶠負責翻譯竹簡（因為魏國文字和秦國的小篆差異頗大），竹簡長度為古尺二尺四寸，每簡四十字，凡十三篇，起于黄帝，周平王東遷後用晉國紀年，戰國時期三家分晉後用魏國紀年。期間又遇上八王之亂等多次政治紛擾，秘書丞衛恆在從事「考正」時際被殺，使整理的進度大受打擊，由卫恒的好友佐著作郎束皙續成。最後負責官員把史書紀錄的部份整理好，並將之命名為《竹書紀年》。《竹書紀年》多記晋国與魏国之事，一般将此书看成是魏国的史书。
由於《史記》採用紀傳體來記述事件，竹書紀年的出現，可以從另一角度審視史記內容，如“昔尧德衰，为舜所囚也”、“夏啟殺伯益”、“太甲殺伊尹”、“文丁殺季歷”、“共伯和干王位”、“晋文侯杀周携王”，與史書有極大差異。竹書紀年认为商朝的中宗是祖乙，而《史记》则认为商朝的中宗是太戊，在这个问题上，商代甲骨文資料則证明了《竹書紀年》的正确性。又如《竹書紀年》記載：“懿王元年，天再旦於鄭，……”，可能是指前899年4月21日，郑（今陕西凤翔或华县）地區清晨時發生的日全蝕，可據此推定周懿王元年的真實年份（也有學者對這個說法存疑，而参与断代工程的学者刘次沅随后也回复了该质疑）。王國維在《今本竹書紀年疏證》中指出今本紀年中的周幽王六年（前776年）日食出自《詩經·小雅》“十月”和《新唐書·曆志》“大衍曆議日食”，本是周代的無年代日食紀錄和唐代以前的計算結果。

## 版本
這套晉朝時整理好的《竹書紀年》，經五代戰亂散佚，北宋官修《崇文总目》竟无《纪年》之目。清代學者朱右曾、民国时王国维（1917年）、中共建政后范祥雍（1956年）蒐辑西晋以来诸多书籍和注疏文字中引用的《竹書紀年》文字，成果稱為《古本竹書紀年》，这个“古本”称谓是相对于“今本”而言，其引書皆断自北宋，靖康之後，则弃而不取。《宋史》中载有一套三卷本《纪年》，不清楚其与其他版本的关系。
明代嘉靖以後，出現二卷本的所謂《竹書紀年》，被称为《今本竹书纪年》。第一卷所载为三皇五帝、夏、商史事叙述，夹杂较长的预兆段落，这些段落与《宋书》所载相同。第二卷更详细地讲述了西周、晋与卫的历史，没有预兆段落。《今本竹书纪年》用汉代开始的干支计算年份。《水经注》、《史记》三家注、司马贞《史记索隐》等古籍所引《纪年》文与今本颇有异同，例如《史记·周本纪》集解引《汲冢纪年》曰：“自武王灭殷，以至幽王，凡二百五十七年。”今本则云“共二百八十一年”。由於來路不明以及體例與歷來所引《竹書紀年》有所不同，《今本竹書紀年》歷來被斥為元明時人之偽作，姚振宗稱：“作伪者乃鄞人范钦也”。今本《纪年》有注，一說是梁沈约作，钱大昕認為今本“附注多采《宋书·符瑞志》，《宋书》，约所撰，故注亦托名休文，作伪者用心如此”。钱大昕和新城新藏等学者也认为《今本竹书纪年》为伪书，至今仍广为流传。
也有學者肯定《今本竹書紀年》的真實性。例如美國學者倪德卫认为《今本竹书纪年》大部分内容是对《古本》的忠实复制、夏含夷認為《今本竹書紀年》和清代学者輯錄的《古本竹書紀年》，在體例文字等方面有諸多差異，是因為兩者分別为西晉時代兩次竹簡整理工作的產物，刘恕《通鉴外记》卷三引此文後云：“《汲冢纪年》，西周二百五十七年，通东周适合七百年之数。”
金履祥撰《通鉴前编》多引《纪年》之文。清代雷学淇是研究《竹书纪年》的大家，研治之初，就有人稱此書“悖经诬圣”，並責問雷某“劝以甲第，别有当务”。陈梦家、杨宽等重定“战国年表”，多根据《竹书纪年》。钱穆在代表作品《先秦诸子系年》一書曾大量引用雷學淇的成果，以致於白寿彝在1961年写《钱穆和考据学》一文，稱“他在自序里提出了《纪年》胜《史记》的五个明证，这五个明证的内容事实上构成了这部书在各国世系年代推算上的主要的骨干。但这五个所谓明证，都是剽窃雷学淇《竹书纪年义证》的”。方诗铭、王修龄重辑的《古本竹书纪年辑证》（1981年）是目前最完善的古文《竹书纪年》辑佚本。他们系统整理了所有引文，而非像早期学者那样将一段话的不同形式组织成同一段文本。

### 引用
1. ↑  《晋书·束皙传》：初，太康二年，汲郡人不準盗发魏襄王墓，或言安釐王冢，得竹书数十车，其《纪年》十三篇……
2. ↑  Keightley, David N. . Harvard Journal of Asiatic Studies. 1978, 38 (2): 423–438. JSTOR 2718906.
3. ↑  Shaughnessy, Edward L. . Harvard Journal of Asiatic Studies. 1986, 46 (1): 149–180. JSTOR 2719078.
4. ↑  邵東方. . Airiti Press. 2010: 148. ISBN 978-986-85182-9-2.
5. ↑  . 吉林大学, 史学集刊编辑委员会. 1987: 5.
6. ↑  . 浙江省立圖書館. 1937.
7. ↑  洪頤煊注《廣弘明集》十一引《汲冢書》云：“伊尹自篡立，後太甲潛出，親殺伊尹而用其子。”
8. ↑  《隋书·经籍志》：“帝命中书监荀勖、令和峤撰次为十五部八十七卷”。
9. ↑  《史记·魏世家》集解引荀勖说：“和峤云《纪年》起于黄帝。”
10. ↑  高似孙《纬略》載：“时束皙任著作郎，得竹书，随义注解，皆有识证。”
11. ↑  《隋书·经籍志》云：“《纪年》皆用夏正建寅之月为岁首，起自夏、殷、周三代王事，无诸侯国别。唯特记晋国，起自殇叔，……尽晋国灭。独记魏事，下至魏哀王，谓之‘今王’，盖魏国之史记也。”
12. ↑  《夏商周断代工程1996~1999阶段成果报告·简稿》透過1997年3月9日，在新疆和黑龙江漠河发生了日全食结论：“观测结果是：日出前，天已大亮，这时日全食发生，天黑焉，星星重现；几分钟后，日全食结束，天又一次放明。这一过程证实了透过理论研究得出的天光视高度变化曲线，与实际观测的感觉一致，印证‘天再旦’为日全食记录是可信的。所以，可以确定公元前899年为懿王元年。”
13. ↑  刘次沅. . 《陕西天文台台刊》. 2002, 5: 70-73.
14. ↑  南宋张邦基《墨庄漫录》卷九云：“今汲冢中竹书‘唯此书（《穆天子传》）及《师春》行于世。余如《纪年》、《琐语》之类，复已亡逸。’一說《紀年》在南宋仍有流傳。南宋初年董逌《广川书跋》卷四“亚驼”条引《纪年》云：‘穆公十一年，取灵邱。’吕祖谦《吕氏家塾读诗记》卷四引董逌曰：‘《竹书纪年》日：“武王封武庚于朝歌……使管叔、霍叔、蔡叔监之。”’，南宋之前，未見此二引例，古本《纪年》則未見第二個引例，是以董逌必亲见《纪年》。朱熹可能见過《纪年》。陈逢衡又云：‘《纪年》自晋荀勖、束皙、梁沈约校注後，历陈、隋、唐、宋以来，惟朱子考惠成之年，谓见于《竹书》甚明。又谓：“此间有《竹书纪年》，须借读，半年方得。”’”
15. ↑  Shaughnessy (2006)，第193頁.
16. ↑  Nivison (1993)，第40頁.
17. ↑  Nivison (1993)，第40–41頁.
18. ↑  王国维《今本竹书纪年疏证》云：“综计上诸帝年数，……凡三百七十三年，……以岁名核之，……凡四百三十一年，而寒浞四十年亦在其中。……此书用《稽览图》说，以夏为四百三十一年，而无王之年仍入此中，遂与古《纪年》四百七十一年之都数不能相应。至诸帝在位年数，复与此四百三十一年之都数不合者，因作伪者复假设丧毕即位之说。”
19. ↑  《十驾斋养新录》卷十三“竹书纪年”条。
20. ↑  Nivison (1993)，第39, 42–43頁.
21. ↑  Keightley (1978)，第424頁.
22. ↑  Barnard (1993)，第50–69頁.
23. ↑  Shaughnessy (1986).
24. ↑  钱穆：《古史地理论丛》
25. ↑  《学步集》，三联书店1978年5月版第291页
26. ↑  Keightley (1978)，第423–424頁.
27. ↑  Shaughnessy (2006)，第209頁.